# بان منزلي
بان منزلي (الاسم العلمي: Moringa domestica ) هو نوع نباتي يتبع جنس البان من الفصيلة البانية.  